# Studzianki (powiat tomaszowski)
Studzianki – wieś w Polsce położona w województwie łódzkim, w powiecie tomaszowskim, w gminie Czerniewice.
W Studziankach urodził się Wacław Auleytner.
W latach 1975–1998 miejscowość należała administracyjnie do województwa piotrkowskiego.

## Zabytki
Według rejestru zabytków Narodowego Instytutu Dziedzictwa na listę zabytków wpisany jest obiekt:
- park dworski, nr rej.: 319 z 30.08.1983